# Siegenit
Siegenit ist ein eher selten vorkommendes Mineral aus der Mineralklasse der „Sulfide und Sulfosalze“ mit der Endgliedzusammensetzung CoNi2S4 und damit chemisch gesehen Cobalt-Nickel-Sulfid. Strukturell gesehen gehört Siegenit zur Gruppe der Spinelle.
Siegenit kristallisiert im kubischen Kristallsystem und entwickelt meist oktaedrische Kristalle bis etwa einen Zentimeter Größe, kommt aber auch in Form körniger bis massiger Mineral-Aggregate vor. Auch polysynthetische Kristallzwillinge und solche nach dem „Spinellgesetz“ sind bekannt, aber eher selten. Das in jeder Form undurchsichtige (opake) Mineral zeigt auf den Oberflächen der hellgrauen bis stahlgrauen Oberflächen, vor allem im frischen Zustand einen starken Metallglanz. Allerdings läuft es an der Luft leicht kupferrot bis grauviolett an. Die Strichfarbe von Siegenit ist dagegen schwärzlichgrau.

## Etymologie und Geschichte
In seinem zwischen 1847 und 1849 verfassten 4. Heft (Supplement) des Handwörterbuchs des chemischen Theils der Mineralogie berichtet Carl Friedrich Rammelsberg von oktaedrischen Kobaltkies-Kristallproben aus der Grube Jungfer bei Müsen in Siegen, die zuvor schon Wernekink untersucht hatte. Nach neueren Untersuchungen durch Schnabel zeigte sich jedoch, dass diese Proben einen größeren Nickel- als Kobaltgehalt aufwiesen. Der Analyse von Schnabel zufolge hatte der Kobaltnickelkies aus der Grube Jungfer eine Zusammensetzung von 41,95 Gew.-% Schwefel (S), 33,64 Gew.-% Nickel (Ni) und 22,09 Gew.-% Kobalt (Co) sowie geringe Beimengungen von 2,29 Gew.-% Eisen (Fe). Rammelsberg nannte das Mineral der Zusammensetzung folgend Kobaltnickelkies. Anderen Quellen zufolge gilt die ebenfalls bei Müsen gelegene Grube Stahlberg als Typlokalität. Diese wurde allerdings 1847 mit der Grube Wilder Mann verbunden, die Grube Jungfer dagegen erst 1862 (siehe auch Liste von Bergwerken im Siegerland).
In seinem Werk A System of Mineralogy von 1850 bezieht sich James Dwight Dana auf die Publikation von Rammelsberg und gibt die präzisierte Formel mit (Ni,Co,Fe)S+(Ni,Co,Fe)2S3 an. Dana betrachtete das Mineral allerdings als Varietät von Linneit, bezeichnet es entsprechend als Nickel-Linneit und schlägt Siegenit in Anlehnung an dessen Fundgebiet im Siegerland als neuen Mineralnamen vor.
Da Siegenit dennoch überwiegend als eigenständige Mineralart anerkannt und bereits lange vor der Gründung der International Mineralogical Association (IMA) 1958 bekannt war, wurde die Anerkennung als sogenanntes „grandfathered“ Mineral von der IMA übernommen.

## Klassifikation
Die strukturelle Klassifikation der International Mineralogical Association (IMA) zählt den Siegenit zur „Spinell-Supergruppe“, wo er zusammen mit Cadmoindit, Cuprorhodsit, Daubréelith, Greigit, Indit, Joegoldsteinit, Kalininit, Linneit, Polydymit, Violarit und Xingzhongit die „Linneit-Untergruppe“ innerhalb der „Thiospinelle“ bildet (Stand 2019).
In der veralteten 8. Auflage der Mineralsystematik nach Strunz gehörte der Siegenit zur Mineralklasse der „Sulfide und Sulfosalze“ und dort zur Abteilung der „Sulfide mit [dem Stoffmengenverhältnis] M : S < 1 : 1“, wo er zusammen mit Bornhardtit, Carrollit, Daubréelith, Greigit, Indit, Linneit, Polydymit, Trüstedtit, Tyrrellit und Violarit sowie im Anhang mit Wilkmanit die „Linneit-Reihe“ mit der System-Nr. II/C.01 bildete.
Im Lapis-Mineralienverzeichnis nach Stefan Weiß, das sich aus Rücksicht auf private Sammler und institutionelle Sammlungen noch nach dieser alten Form der Systematik von Karl Hugo Strunz richtet, erhielt das Mineral die System- und Mineral-Nr. II/D.01-80. In der „Lapis-Systematik“ entspricht dies ebenfalls der Abteilung „Sulfide mit [dem Stoffmengenverhältnis] Metall : S,Se,Te < 1 : 1“, wo Siegenit zusammen mit Bornhardtit, Cadmoindit, Carrollit, Cuprokalininit, Daubréelith, Fletcherit, Florensovit, Greigit, Indit, Kalininit, Linneit, Polydymit, Trüstedtit, Tyrrellit und Violarit die „Linneit-Gruppe“ bildet (Stand 2018).
Die seit 2001 gültige und von der International Mineralogical Association (IMA) zuletzt 2009 aktualisierte 9. Auflage der Strunz’schen Mineralsystematik ordnet den Siegenit dagegen in die neu definierte Abteilung der „Metallsulfide mit M : S = 3 : 4 und 2 : 3“ ein. Diese ist weiter unterteilt nach dem genauen Stoffmengenverhältnis, so dass das Mineral entsprechend seiner Zusammensetzung in der Unterabteilung „M : S = 3 : 4“ zu finden ist, wo es zusammen mit Bornhardtit, Cadmoindit, Carrollit, Cuproiridsit, Cuprorhodsit, Daubréelith, Ferrorhodsit, Fletcherit, Florensovit, Greigit, Indit, Kalininit, Linneit, Malanit, Polydymit, Trüstedtit, Tyrrellit, Violarit und Xingzhongit die „Linneitgruppe“ mit der System-Nr. 2.DA.05 bildet.
Die von der Mineraldatenbank „Mindat.org“ weitergeführte Strunz-Klassifikation, die sich im Aufbau nach der 9. Auflage der Strunz’schen Mineralsystematik richtet, führt in der Gruppe 2.DA.05 auch die nach 2009 neu beschriebenen Spinelle Berndlehmannit, Cuprokalininit, Joegoldsteinit, Nickeltyrrellit und Shiranuiit auf. Die Spinelle Ezochiit und Grimmit werden hier zusammen mit Ferrodimolybdänit (FeMo2S4), Zaykovit (Rh3Se4) und Zolenskyit (FeCr2S4) der allgemeineren Gruppe 2.DA (Metallsulfide mit M:S=3:4) zugewiesen.
Auch die vorwiegend im englischen Sprachraum gebräuchliche Systematik der Minerale nach Dana ordnet den Siegenit in die Klasse der „Sulfide und Sulfosalze“ und dort in die Abteilung der „Sulfidminerale“ ein. Hier ist er ebenfalls in der „Linneitgruppe (Isometrisch: Fd3m)“ mit der System-Nr. 02.10.01 innerhalb der Unterabteilung „Sulfide – einschließlich Seleniden und Telluriden – mit der Zusammensetzung AmBnXp, mit (m+n) : p = 3 : 4“ zu finden.

## Chemismus
In der Endgliedzusammensetzung besteht Siegenit (CoNi2S4) aus Cobalt (Co), Nickel (Ni) und Schwefel (S) im Stoffmengenverhältnis von 1 : 2 : 4, was einem Massenanteil von 19,35 Gew.-% Co, 38,54 Gew.-% Ni und 42,11 Gew.-% S entspricht.
Wiederholte Analysen von natürlichen Siegenit-Mineralproben aus der Typlokalität Siegen/Müsen sowie aus verschiedenen anderen Fundorten wie Littfeld (Kreis Siegen-Wittgenstein, NRW) und Schönbrunn nahe Oelsnitz/Vogtl. (Sachsen) sowie der Mine la Motte bei Fredericktown (Madison County, Missouri, USA) ergaben stets wechselnde Gehalte von Cobalt und Nickel und gelegentlich auch einen höheren Nickel- als Cobaltgehalt. Daher wird für Siegenit in verschiedenen Quellen die vereinfachte Zusammensetzung (Ni,Co)3S4 angegeben.

## Kristallstruktur
Siegenit kristallisiert kubisch in der Raumgruppe Fd3m (Raumgruppen-Nr. 227) mit dem Gitterparameter a = 9,41 Å sowie acht Formeleinheiten pro Elementarzelle.
| Kristallstruktur von Siegenit |
| - mit Blickrichtung parallel zur a-Achse - mit Blickrichtung parallel zur b-Achse - mit Blickrichtung parallel zur c-Achse - räumliche Darstellung zentriert nach den drei Raumdiagonalen - als Polyeder-Modell in freier Rotation 30° um die c-Achse gedreht und Ebene ab 30° geneigt. |
| Farbtabelle: _ Co 0 _ Ni 0 _ S |

## Eigenschaften
Siegenit ist unlöslich in Salzsäure, aber ähnlich wie die anderen Minerale der Linneit-Reihe löslich in Salpetersäure unter Bildung von Schwefel. Vor dem Lötrohr ist das Mineral auf Kohle schmelzbar. Die entstehende Schmelzkugel ist bronzegelb und hat magnetische Eigenschaften.

## Bildung und Fundorte

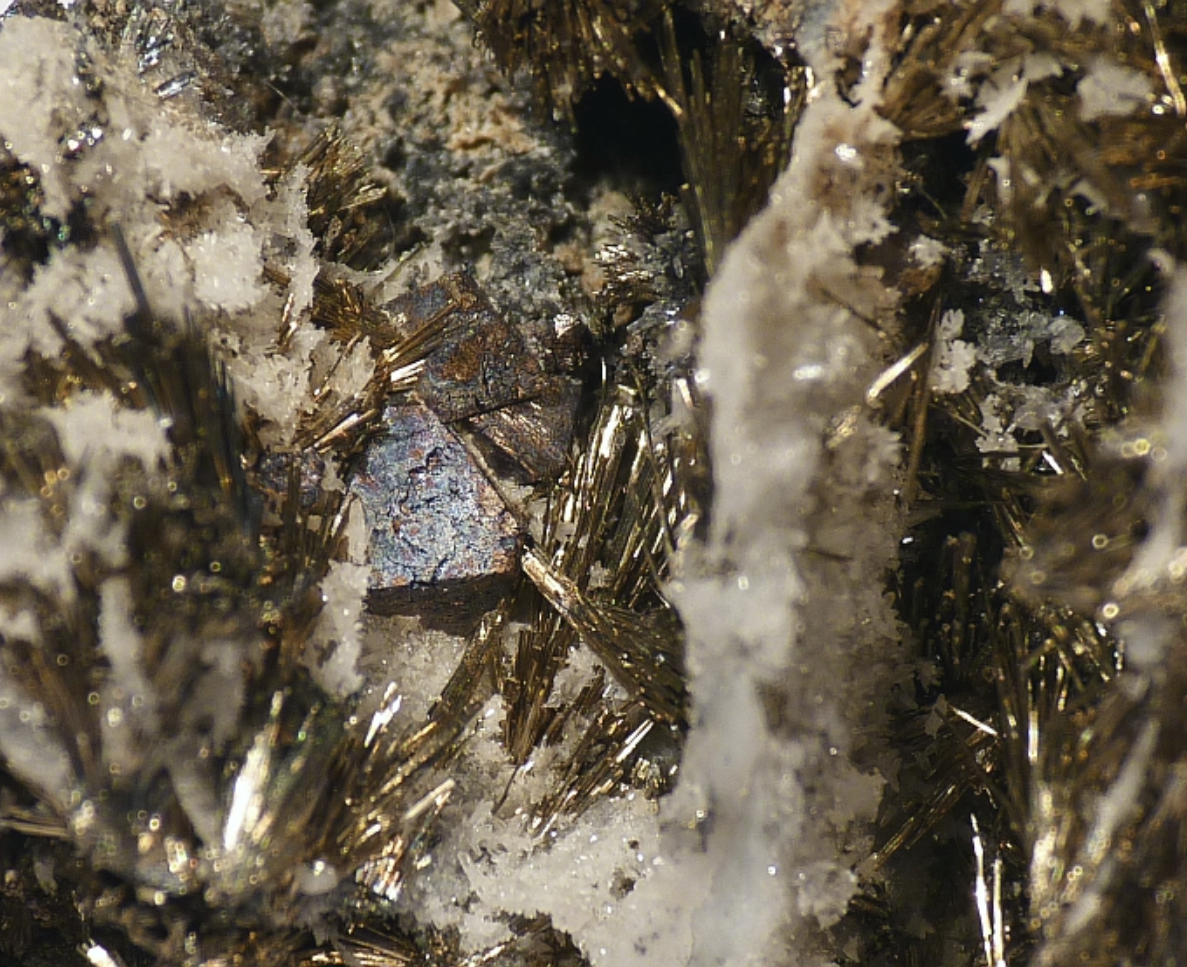
Siegenitkristalle, vergesellschaftet mit einigen Milleritkristallen aus der Grube Victoria bei Littfeld, Kreis Siegen-Wittgenstein, NRW
(Sichtfeld 8 mm)

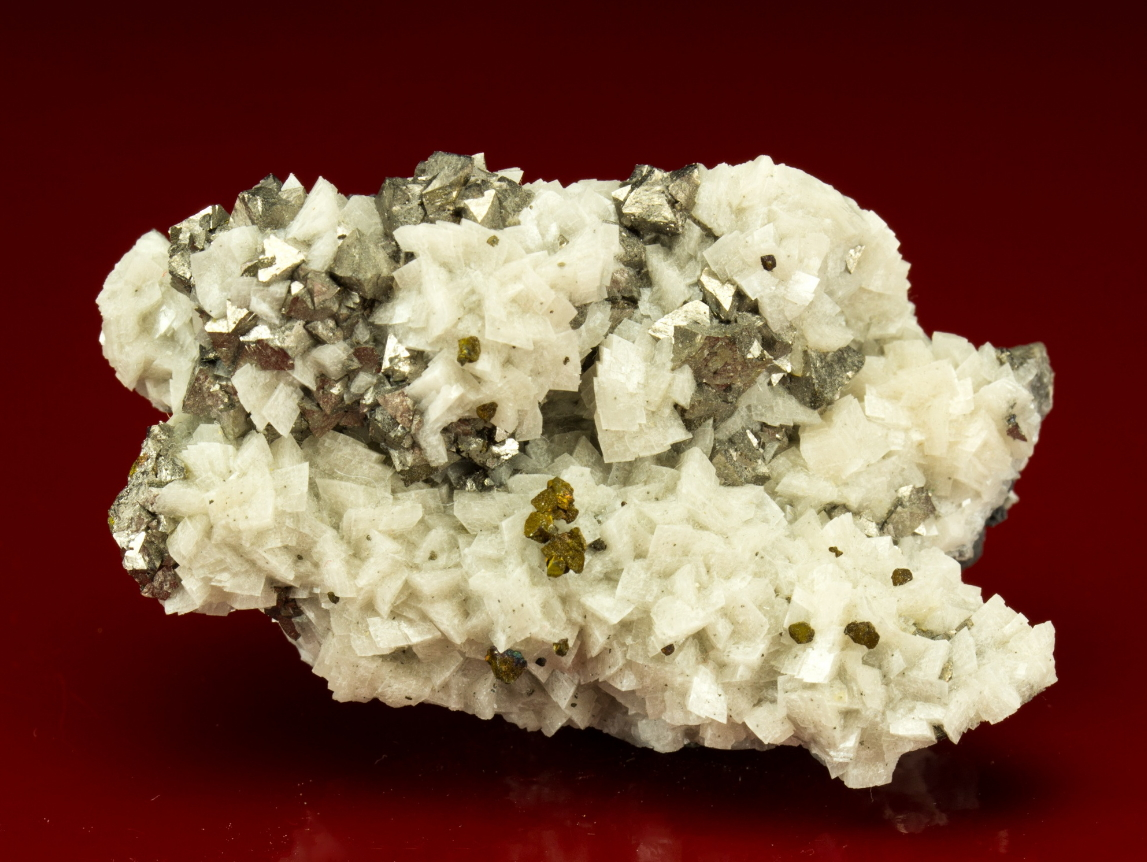
Siegenitkristalle auf Dolomit aus der Buick Mine bei Bixby, Iron County (Missouri) (Größe 5,1 cm × 3,3 cm × 2,9 cm)

Siegenit bildet sich als akzessorischer Bestandteil in intramagmatischen Sulfid-Lagerstätten. Er kann aber auch hydrothermal entweder in Siderit-Lagerstätten oder untergeordnet in Blei-Zink-Erzen sowie durch Verdrängung älterer Kobalt-Nickel-Sulfiden entstehen. Als Begleitminerale können Cu-Ni-Fe-Sulfide wie unter anderem Chalkopyrit, Gersdorffit, Millerit, Pyrit, Pyrrhotin und Ullmannit sowie allgemein Sulfide wie Galenit und Sphalerit auftreten.
Durch Verwitterung von Siegenit entsteht sogenannter „Gelber Erdkobalt“, ein Gemenge aus Erythrin und Pitticit.
Als eher seltene Mineralbildung kann Siegenit an verschiedenen Fundorten zum Teil zwar reichlich vorhanden sein, insgesamt ist er aber wenig verbreitet. Weltweit sind bisher rund 265 Fundstellen dokumentiert (Stand 2020). Außer seiner Typlokalität, den Gruben Jungfer oder Stahlberg bei Müsen (Siegen), konnte Siegenit im Kreis Siegen-Wittgenstein bzw. Siegerland (NRW) noch in vielen Fundstätten wie beispielsweise der Peterszeche und Eisenzecher Zug (auch „Eisenzeche“) sowie den Gruben Altenberg, Heinrichssegen und Victoria, Ludwigseck, Pfannenberger Einigkeit, Brüderbund, Landeskrone und Bautenberg gefunden werden. Daneben fand sich Siegenit in Nordrhein-Westfalen unter anderem noch in der ehemaligen Zeche Zollverein und der Grube Vereinigtes Glückauf sowie mehreren Gruben im Rheinisch-Bergischen Kreis. Des Weiteren trat das Mineral in Deutschland noch in der Grube Clara bei Oberwolfach in Baden-Württemberg, der Grube Neue Weintraube im Magdgrabtal nahe Braunlage in Niedersachsen, in mehreren Gruben im Kreis Altenkirchen und der Grube Saarsegen im Landkreis Ahrweiler in Rheinland-Pfalz, der Grube Warndt im Saarland sowie an kleineren Fundpunkten im Erzgebirgskreis und im Landkreis Bautzen in Sachsen auf.
In Österreich fand sich Siegenit bisher an der Kluidscharte im Zirknitztal in Kärnten und an der Nord- und Südflanke des Brennkogel zwischen Kärnten und Salzburg, in mehreren Stollen im Bergbaurevier Schwarzleo bei Leogang in Salzburg, am Kaskogel in der Gemeinde Veitsch in der Steiermark, im Gertraudstollen am Großkogel nahe St. Gertraudi in Tirol und auf der Vilifau Alp im Rellstal in Vorarlberg.
In der Schweiz konnte das Mineral bisher nur auf der Mürtschenalp im Kanton Glarus, auf der Alp Taspin (Taspegn) (auch Alp Taspegn oder Taspegn Alp) im Kanton Graubünden und in der „Mine de Tignousa Inférieur“ (auch Tignausa) im Kanton Wallis gefunden werden.
Weitere Fundorte liegen unter anderem in Australien, Belgien, Brasilien, Bulgarien, China, Finnland, Frankreich, Griechenland, Grönland, Indien, Irland, Italien, Japan, Kanada, Kasachstan, der Demokratischen Republik Kongo, Korea, Namibia, den Niederlanden, Norwegen, Polen, Portugal, Rumänien, Russland, Sambia, Schweden, der Slowakei, Spanien, Südafrika, im Tschad, Tschechien, Uganda, Uzbekistan, im Vereinigten Königreich und den Vereinigten Staaten von Amerika.

## Verwendung
Wie alle Minerale der Linneit-Reihe ist auch Siegenit aufgrund seines insgesamt eher geringen Vorkommens als Erz unbedeutend, wird aber aufgrund der Paragenese mit anderen Cobaltmineralen zusammen mit diesen abgebaut.